# Société nigérienne de banque
La Société nigérienne de banque (SONIBANK) est une banque commerciale nigérienne.

## Historique
La Société nigérienne de banque a été créée le 29 août 1990 pour renforcer le système bancaire Nigérien fragilisé par la liquidation de la BDRN.

## Activité
La SONIBANK est une banque commerciale qui, outre les produits et services bancaires qu'elle offre, propose un guichet en ligne sur internet et des cartes magnétiques (BUKATA et ASUSU) pour des opérations sur les GAB. 
Elle dispose d'un réseau 13 agences dont 7 à Niamey, et 6 agences à l'intérieur du pays (Arlit, Agadez, Tahoua, Maradi, Dosso et Zinder). Elle a également une succursale au Bénin.
La SONIBANK compte environ 50 000 comptes dont 7 000 comptes de PME/PMI. Le montant global des dépôts de sa clientèle se chiffre à 116 milliards au 31 décembre 2017.

## Organisation
Le capital de la SONIBANK, 12 milliards de Francs CFA, est détenu par
 :
- la Société tunisienne de banque (STB) pour 25 %,
- la Banque centrale des États de l'Afrique de l'Ouest (BCEAO) pour 10 %,
- la Banque ouest-africaine de développement (BOAD) pour 10 %,
- le Ministère de l’Économie et des Finances pour 5 %,
- la Caisse Nationale de Sécurité Sociale (CNSS-Niger) pour 4 %,
- la Société nigérienne des produits pétroliers (SONIDEP) pour 3 %.

Son siège social est installé à Niamey.